# Choroń-Baranowizna
Choroń-Baranowizna (prononciation : [ˈxɔrɔɲ baranɔˈvizna]) est une localité polonaise de la gmina de Poraj, située dans le powiat de Myszków en voïvodie de Silésie.